# OV1-5

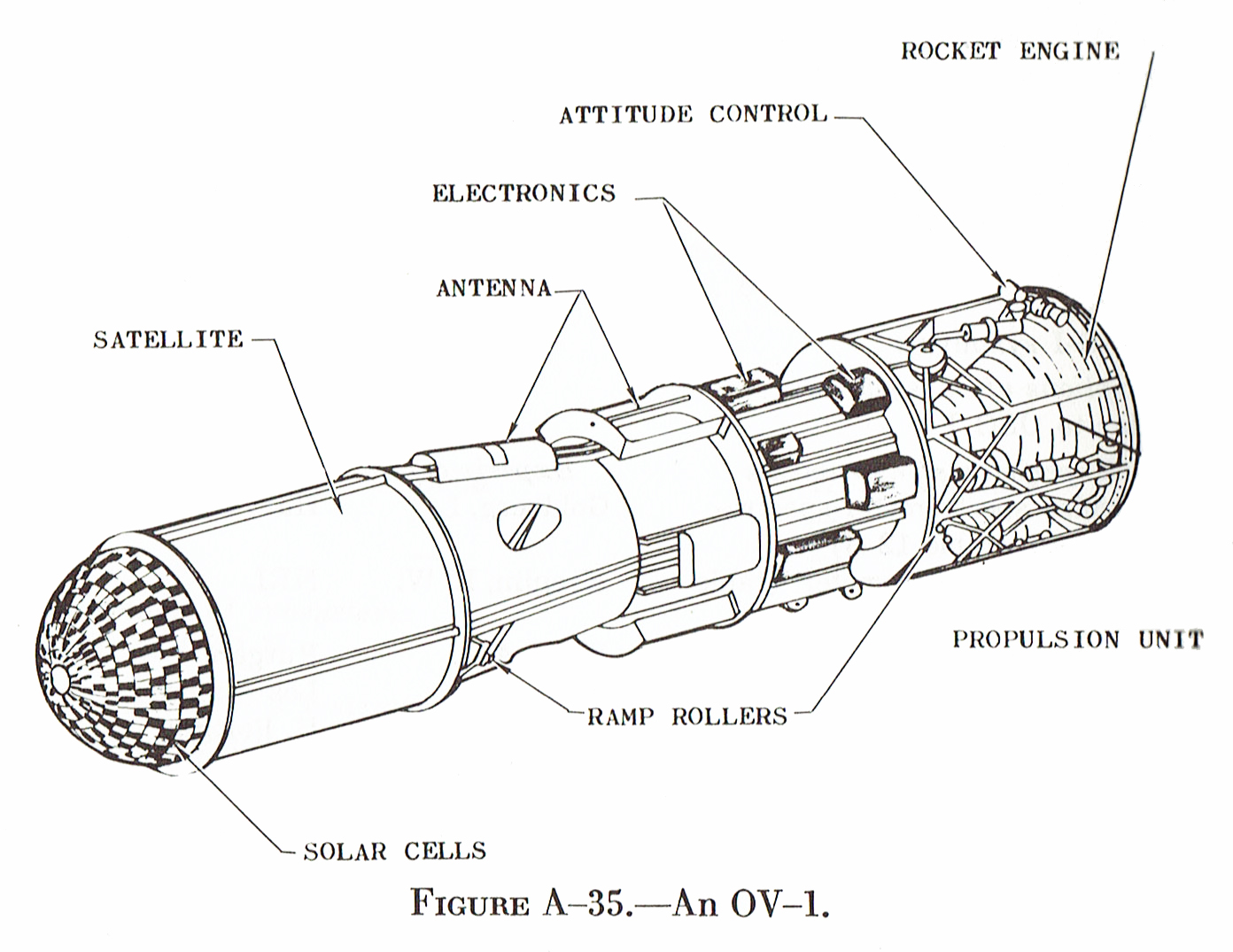
Schemat satelity serii OV1

OV1-5 (Orbiting Vehicle 1-5) – amerykański wojskowy satelita z serii OV1, który prowadził badania nad optycznym obrazem Ziemi i przestrzeni kosmicznej, w celu opracowania doskonalszych optycznych satelitów rozpoznawczych. Misja nosiła także oznaczenie BORE (Background Optical Radiation experiment).

## Opis
OV1-5 został zbudowany przez firmę Convair, należącą do koncernu General Dynamics, jako kolejny satelita typu OV1. Statki o podobnej standaryzowanej konstrukcji, były wynoszone na orbitę przy okazji testów pocisków ICBM Atlas D. Satelita miał kształt cylindra o długości 1,39 m, średnicy 69 cm i masie 114 kilogramów. Satelitę wyposażono w pięć czujników optycznych, z których 3 były skierowane w kierunku Ziemi, a dwa w przestrzeń kosmiczną. Czujniki operowały w zakresie podczerwieni, ultrafioletu i światła widzialnego. 
Ponieważ rakieta Atlas wykonywała lot suborbitalny, satelita w celu wejścia na swoją orbitę docelową musiał być połączony z blokiem napędowym, którego główną część stanowił silnik na paliwo stałe X-258 Altair-2. Blok napędowy wraz z satelitą miały masę 1100 kilogramów. Po osiągnięciu orbity docelowej następowało rozłączenie się bloku napędowego z satelitą.

## Misja
Misja rozpoczęła się 30 marca 1966 roku, kiedy rakieta Atlas D wyniosła z kosmodromu Vandenberg Air Force Base na niską orbitę okołoziemską 5 satelitę z serii OV1. Za pomocą bloku napędowego wyniesiono podczas tego startu także satelitę OV1-4. Po znalezieniu się na orbicie OV1-5 otrzymał oznaczenie COSPAR 1966-25B.